# Adolf von Bomhard

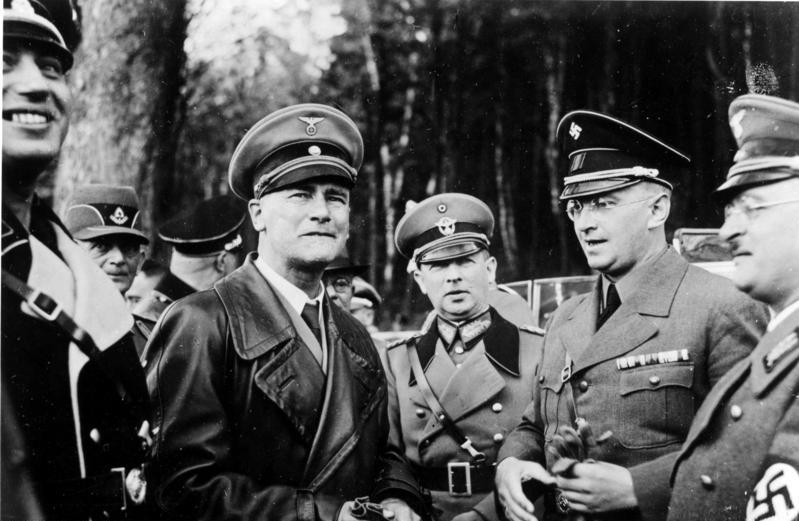
Links nach rechts: Wilhelm Stuckart, Wilhelm Frick, Bomhard, Konrad Henlein, Hans Krebs bei einem Staatsbesuch am 23. September 1938

Adolf Theodor Ernst von Bomhard (* 6. Januar 1891 in Augsburg; † 19. Juli 1976 in Prien am Chiemsee) war ein deutscher Generalleutnant der Polizei im Dritten Reich und SS-Gruppenführer. In der Bundesrepublik war er 1960 bis 1966 Bürgermeister von Prien am Chiemsee.

## Leben

### Herkunft und Familie
Adolf von Bomhard war der Sohn des späteren bayerischen Generalmajors Karl Eduard Christoph von Bomhard (1866–1938) und dessen Ehefrau Marie Ludovika Mathilde, geborene von Heinleth (* 13. Juni 1867 in Augsburg). Sie war die Tochter des späteren bayerischen Generals der Infanterie und Kriegsministers Adolf von Heinleth. Adolf war Enkel einer Schwester des Autors Felix Dahn.
Bomhard heiratete am 28. März 1917 Emilie Franziska Hengeler (* 16. Mai 1890 in München). Sie war die Tochter des Kunstmalers Adolf Hengeler.

### Erster Weltkrieg und Weimarer Republik (1891–1932)
Nach dem Besuch des Gymnasiums in München absolvierte er ein Semester an der Technischen Hochschule München, trat am 18. Juli 1910 als Fahnenjunker in das Infanterie-Leib-Regiment der Bayerischen Armee ein und wurde 1912 zum Leutnant befördert. Während des Ersten Weltkriegs nahm er mit seinem Regiment als Zug-, Kompanie- und Bataillonsführer, Bataillonsadjutant, Ordonnanzoffizier und Regimentsadjutant an den Kämpfen in Frankreich, Tirol, Serbien, Mazedonien, Venetien, Rumänien und Ungarn teil. Dabei wurde er mehrfach verwundet. Den Krieg beendete Bomhard als Hauptmann (seit 18. Oktober 1918) und ausgezeichnet mit beiden Klassen des Eisernen Kreuzes sowie dem Militärverdienstorden IV. Klasse.
Nach dem Waffenstillstand von Compiègne kehrte Bomhard mit seinem Regiment in die Heimat zurück und war dort Leiter der Demobilmachung, ehe er im September 1919 aus dem aktiven Dienst entlassen wurde. Sein Regimentskommandeur während des Ersten Weltkriegs war Franz von Epp, in dessen Freikorps Bomhard 1920 eintrat. Danach diente er in verschiedenen Funktionen in der bayerischen Landespolizei. 1921 wurde er zum Ehrenritter im Johanniterorden ernannt. Im gleichen Jahr verfasste Bomhard die offizielle Regimentsgeschichte des Infanterie-Leib-Regiments.

### Polizeikarriere im Dritten Reich (1933–1945)

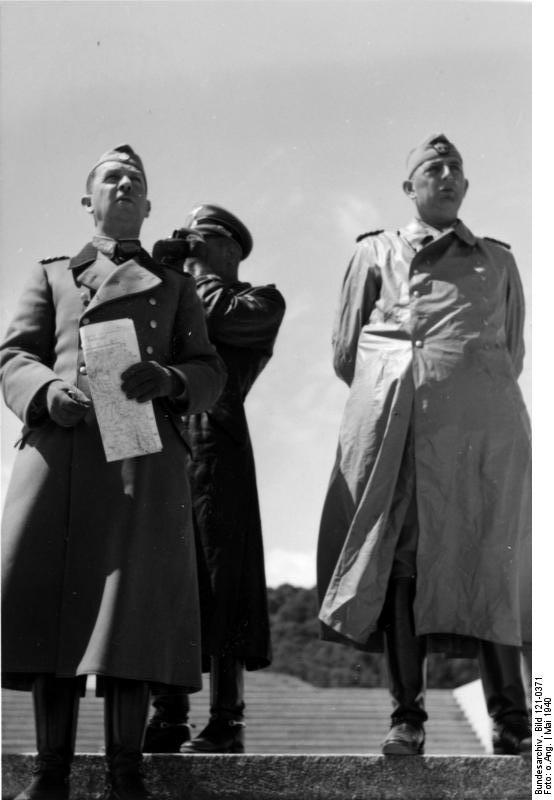
Bomhard (links) mit Kurt Daluege im Mai 1940 bei einer Dienstreise durch Frankreich

Ab 1933 war Bomhard Chef des Stabes der Landespolizei-Inspektion Brandenburg. Im gleichen Jahr wurde er auch Förderndes Mitglied der SS. Ab der Einsetzung von RFSS Himmler zum Chef der Deutschen Polizei im Juni 1936 leitete Bomhard das Kommando-Amt im Hauptamt Ordnungspolizei des Ministeriums des Innern, sein Vorgesetzter war Kurt Daluege. Er trat am 1. Mai 1937 in die NSDAP (Mitgliedsnummer 3.933.982) und März 1938 in die SS (SS-Nummer 292.711) ein. 1940 wurde er Generalleutnant der Polizei und – angeglichen – zum SS-Gruppenführer befördert.
Himmler errichtete das "Kommandoamt" im Hauptamt Ordnungspolizei des Reichsministerium des Innern 1936 per Erlass als "Amt Reichsverteidigung", 1937 umbenannt in "Reichsverteidigung und ziviler Luftschutz". Als Chef dieses Amtes war Adolf v. Bomhard zentral für die Bereitstellung und Verwaltung des Einsatzes der Polizei-Einheiten im Krieg verantwortlich. In dieser Funktion war er von 1936 bis 1942 eingesetzt, sein Nachfolger wurde Generalleutnant der Polizei Winkelmann. 

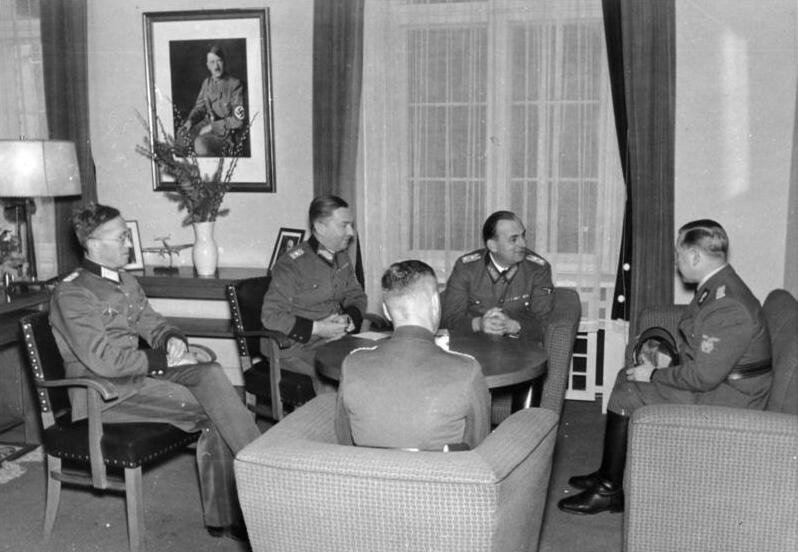
Adolf von Bomhard (Zweiter von links) beim Besuch norwegischer Offiziere, Berlin, Januar 1942

Im November 1942 wurde er zum Befehlshaber der Ordnungspolizei (BdO) im Reichskommissariat Ukraine in Kiew ernannt, er löste dort Polizeigeneral und SS-Gruppenführer Otto von Oelhafen ab. Sein Dienstsitz wurde im Spätsommer 1943 nach Rowno verlegt, kurz darauf (Oktober 1943) erfolgte seine Ablöse durch Oberst Werner Lorge. Ab 1944 war v. Bomhard Inspekteur der Polizeischulen, von 1944 bis 1945 Leiter der Ordnungspolizei im besetzten Mähren. 
Aufgrund seiner Mitgliedschaft zur NSDAP musste Bomhard im Herbst 1938 aus dem Johanniterorden austreten, war dort als Ehrenritter seit 1921 in der Bayrischen Genossenschaft der Kongregation organisiert.

### Nachkriegszeit und Mitwirkung an NS-Prozessen (ab 1945)
Bomhard wurde in Rosenheim entnazifiziert, obwohl er sich 1933 der NSDAP und 1937 der SS angeschlossen hatte und zudem zentral im Hauptamt Ordnungspolizei als Chef des Kommandoamtes für die Bereitstellung von Polizeieinheiten zuständig und selbst im Osten (Ukraine) als Befehlshaber der Ordnungspolizei tätig war.
Beim Nürnberger Prozess gegen die Hauptkriegsverbrecher am 26. August 1946 argumentierte der Verteidiger der als verbrecherische Organisation angeklagten SS Horst Pelckmann, die SS-Polizeiregimenter wären von der Anklagebehörde irrtümlich als SS-Regimenter angesehen worden. Das stimmt, alle Polizeiregimenter erhielten 1943 nominell den SS-Zusatz in der Bezeichnung, blieben aber Teil der Ordnungspolizei. Bomhard benützte dies jedoch als ein Argument/Beleg für seine Schutzbehauptung, es habe eine zwangsweise und automatische Dienstgradangleichung von Polizeirängen an die der SS gegeben. Hierzu legte er eine Eidesstattliche Versicherung Bomhards vor, die später von zahlreichen SS-Funktionären der Polizei als Persilschein genutzt wurde. Es handelte sich hierbei um eine absichtliche Falschaussage. Sie nütze auch ihm selbst, denn seine Karriere wäre ohne seinen – freiwilligen – Beitritt zur SS nicht möglich gewesen.
„Beratend“ konnte Bomhard auch an dem 1957 von Hans Joachim Neufeldt, Jürgen Huck und Georg Tessin vom Bundesarchiv herausgegebenen Band „Zur Geschichte der Ordnungspolizei“ mitarbeiten. Damit wurde der „Bock zum Gärtner gemacht“ und er konnte „im seriösen Gewand des Bundesarchivs seine Deutung der Dinge durchsetzen“.
Im April 1962 schickte er eine Denkschrift an Werner Best, die die Verjährung von Beihilfe zum Mord und den Befehlsnotstand behandelte. Best war ein Verfechter der Generalamnestie für NS-Täter. Bomhard leitete die deutsche Abteilung des „Salzburger Kreises“, eines losen Zusammenschlusses von ca. 80 ehemaligen deutschen und österreichischen Polizisten, die Nachstellungen einer „pervertierten Justiz“ gegenüber NS-Tätern, besonders Kollegen beklagten.
Bomhard trat bei weiteren NS-Prozessen gegen Angehörige der Ordnungspolizei als Sachverständiger bzw. Zeuge auf, so beim Verfahren gegen Johann Josef Kuhr und andere ehemalige Angehörige des Polizei-Bataillon 306, der Polizeireiterabteilung 2 und der SD-Dienststelle von Pinsk beim Landgericht Frankfurt am Main 1962–1973.

### Bürgermeister und Ehrenbürger von Prien am Chiemsee (1960–1971)
1958 war Bomhard Mitautor der Festschrift zum 800-jährigen Jubiläum von Prien am Chiemsee, die im Auftrag der Gemeinde herausgegeben wurde. Von 1960 bis 1966 war Adolf von Bomhard Bürgermeister von Prien am Chiemsee. 1971 wurde er wegen seiner Mitwirkung an der Heimatgeschichte und dem Bürgermeisteramt zum „Ehrenbürger“ von Prien am Chiemsee ernannt.

## Rezeption
Als „vergangenheitspolitischer Akteur in eigener Sache“ (Marc von Miquel) war Bomhard Teil von Seilschaften und Absprachekartellen von Polizeiangehörigen, die in Verbrechen verstrickt gewesen waren und nach 1945 ihren Weg zurück in den Polizeidienst suchten.
In Prien am Chiemsee gab es noch 2001 einen nach dieser Familie benannten „Von-Bomhard-Weg“, gegen den Jakob Knab und eine Initiative gegen falsche Glorie protestierten. Im Mai 2013 distanzierte sich der Gemeinderat einstimmig „von den Handlungen und Anordnungen“ Bomhards, „die zur Verletzung der Menschenrechte im Dritten Reich geführt haben. Aufgrund der neuen Erkenntnisse würde das Ehrenbürgerrecht aus heutiger Sicht nicht mehr verliehen werden.“

## Schriften und Nachlass
- Das Königlich Bayrische Infanterie-Leib-Regiment. Bayerisches Kriegsarchiv, München 1921. urn:nbn:de:101:1-201208053985. (Heft 1 zu den Bayerischen Einheiten in der Reihe Erinnerungsblätter deutscher Regimenter)
- Bestand ED 116 (Korrespondenz, Manuskripte, Drucksachen, Erlasse, 1919–1972. – Originale, 2 Bände.) Vorläufiges Repertorium (PDF; 322 kB) im Institut für Zeitgeschichte
- Als „Sammlung Adolf von Bomhard“[20] liegen zahlreiche Lichtbilder im Bundesarchiv und sind teilweise in Wikipedia verfügbar.